# Odašiljači i veze
Odašiljači i veze d. o. o. (OiV) hrvatski je mrežni operater na područjima radiotelevizijskog emitovanja i prenosa telekomunikacionih kapaciteta.
Kao datum osnivanja uzima se 29. mart 1924. godine kada su se zagrebački radio-amateri udružili u Radio-klub Zagreb.

## Dobivanje koncesije za digitalnu televiziju
Na sednici Veća HAKOM-a, održane 24. aprila 2009. godine, Veće HAKOM-a je donelo odluku o izdavanju dozvole Odašiljačima i vezama d. o. o. za upravljanje mrežama digitalne televizije (MUX A i MUX B), a nakon sprovedenog tendera. Od dve dostavljene ponude na tender (OiV d. o. o. i HT-Hrvatske telekomunikacije d. d.), Veće je boljom ocenilo ponudu OIV-a. Dozvola se izdaje za upotrebu radiofrekvencijskog spektra za pružanje usluge upravljanja elektronskim komunikacionim mrežama digitalne televizije na državnom nivou, u trajanju od 10 godina.
Veće HAKOM-a donelo je odluku o izdavanju dozvole za upotrebu RF spektra digitalne televizije za MUX D 21. jula 2010. U tenderskom roku pristigla je ponuda jednog ponuđača: Odašiljači i veze d. o. o. Na sednici Veća HAKOM-a, održanoj 21. jula 2010.. godine, Veće HAKOM-a ocenilo je primljenu ponudu i donelo odluku o izdavanju dozvole privrednom društvu Odašiljači i veze d. o. o.
Nakon eksperimentalnog emitovanja u DVB-T2 tehnici, HAKOM je 26. oktobra 2011. OiV-u dodelio dozvolu za upravljanje multipleskima C i E u DVB-T2 tehnici.